# Марковиці (Великопольське воєводство)
Марковиці (пол. Markowice, нім. Markenfelde) — село в Польщі, у гміні Клещево Познанського повіту Великопольського воєводства.
Населення — 226 осіб (2011).
У 1975—1998 роках село належало до Познанського воєводства.

## Демографія
Демографічна структура станом на 31 березня 2011 року:
|          | Загалом | Допрацездатний вік | Працездатний вік | Постпрацездатний вік |
| -------- | ------- | ------------------ | ---------------- | -------------------- |
| Чоловіки | 119     | 27                 | 79               | 13                   |
| Жінки    | 107     | 32                 | 59               | 16                   |
| Разом    | 226     | 59                 | 138              | 29                   |